# Biała Rawska
Biała Rawska là một thị trấn thuộc huyện Rawski, tỉnh Łódźkie ở trung tâm Ba Lan. Thị trấn có diện tích 9 km². Đến ngày 1 tháng 1 năm 2011, dân số của thị trấn là 3101 người và mật độ 325 người/km².